# Enrico Marini

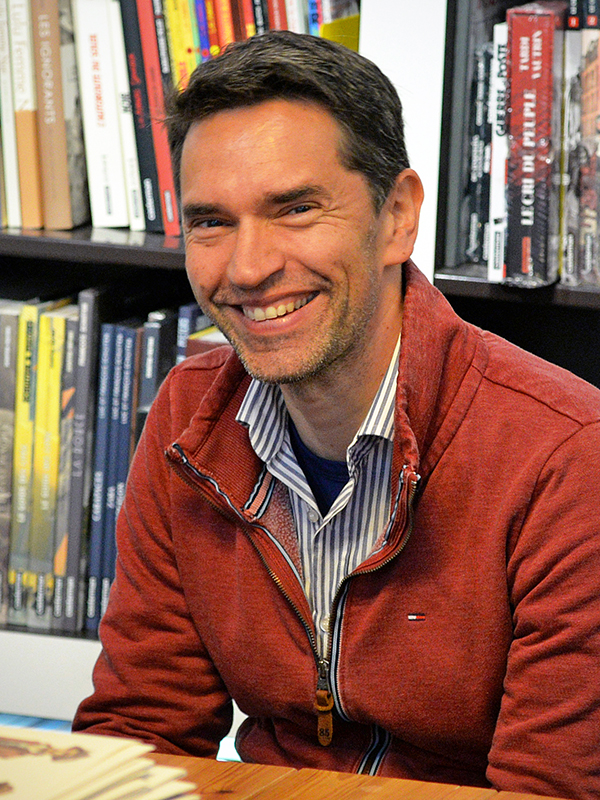
Enrico Marini

Enrico Marini (* 13. August 1969 in Liestal, Schweiz) ist ein italienischer Comic-Künstler, wohnhaft in der Schweiz.

## Biographie
Enrico Marini ist in der Schweiz als Sohn italienischer Einwanderer geboren und lebt auch dort. Er studierte Grafik an der Hochschule für Gestaltung und Kunst in Münchenstein von 1987 bis 1991. Zu dieser Zeit wurde er bei einem Zeichnerwettbewerb entdeckt. Erste Veröffentlichungen erfolgten im Magazin Strapazin und der Tribune de Genève. Die in der Genfer Tageszeitung abgedruckten Abenteuer um den schweizerischen Journalisten Olivier Varèse wurden ab 1990 beim Verlag Alpen Publishers in der vierbändigen Alben-Serie Les dossiers d’Olivier Varèse aufgelegt. 
1993 begann er die Arbeit an dem Science-Fiction-Sechsteiler Gipsy in Zusammenarbeit mit dem Autor Thierry Smolderen, der auch schon bei Olivier Varèse einzelne Szenarios für ihn verfasste. Es folgten ab 1996 der Western Der Stern der Wüste (2 Bände) mit Texter Stephen Desberg und ab 1998 die Vampir-Saga Raubtiere (4 Bände) mit Texter Jean Dufaux. 
Nachdem er 2000 abermals in Zusammenarbeit mit Desberg die Mantel-und-Degen-Serie Der Skorpion startete, die bereits 12 Bände hervorbrachte, verlegte er sich zunehmend auf die Arbeit an Werken, für die er auch die Szenarios selbst verfassen sollte. 2007 startete er so im Alleingang die Historien-Serie Die Adler Roms.
2017/2018 schuf Marini den Zweiteiler Batman – The Dark Prince Charming für den französischen Verlag Dargaud, der mit seinem Imprint Urban Comics auch für die Herausgabe von DC Comics auf Französisch verantwortlich ist. DC Comics brachte den Comic zeitgleich unter demselben Namen auch in Amerika heraus. Ebenso zeitgleich erschien der Comic in Deutschland bei Panini unter dem Titel Batman – Der dunkle Prinz.